# Universität für Chinesische Medizin (Taiwan)

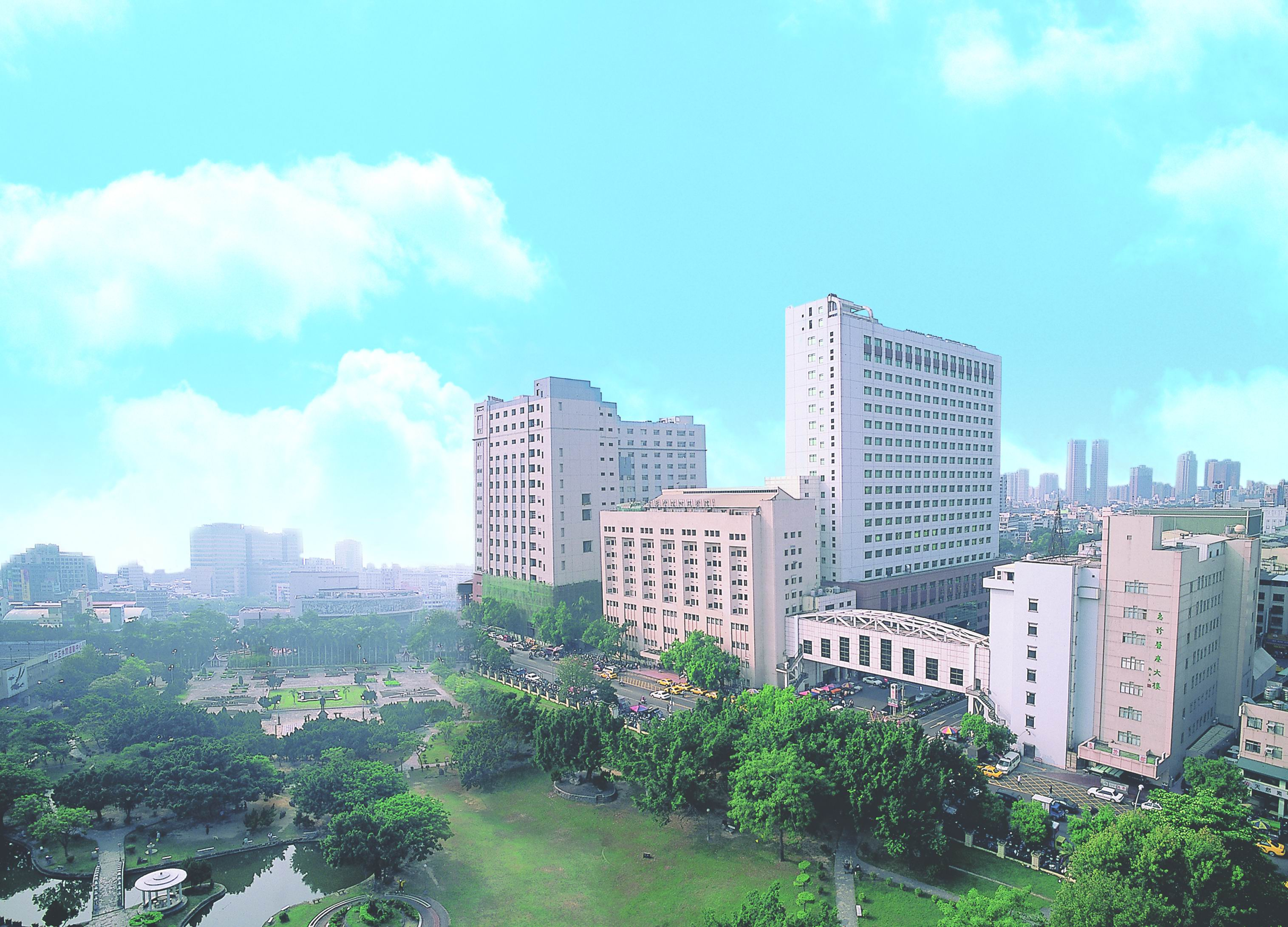
Campus der China Medical University

Die Universität für Chinesische Medizin (englisch China Medical University, chinesisch 中國醫藥大學, Pinyin Zhōngguó yīyào dàxué) in Taichung, Taiwan, wurde 1958 als China Medical College (中國醫藥學院) gegründet und 2003 umbenannt. Sie hat ca. 7500 Studenten.